# Février 2005 en Afrique

## Mardi1erfévrier
- Côte d'Ivoire : le Conseil de sécurité des Nations unies a adopté à l'unanimité une résolution présentée par la France renforçant l'efficacité de l'embargo sur les armes. Cette résolution 1584 autorise les casques bleus de l'Opération des Nations unies en Côte d'Ivoire (ONUCI) et les soldats français de l'opération Licorne à inspecter sans préavis les cargaisons des avions et de tout véhicule de transport utilisant les ports, aéroports, champs d'aviation, bases militaires et postes frontières. Pascal Affi N'Guessan, président du Front populaire ivoirien, le parti du président Laurent Gbagbo, a déclaré être surpris et déçu par cette mesure qu'il qualifie de « provocation inutile ».

- Éthiopie : Les célébrations pour le soixantième anniversaire de la naissance de Bob Marley ont débuté pour la première fois en Éthiopie.

- Dette du tiers monde : Ralph Goodale, ministre canadien des Finances a annoncé que le Canada prévoyait d'annuler 100 % des paiements de service de la dette dus entre maintenant et 2015 pour les 15 pays les plus pauvres (Bénin, Bolivie, Burkina Faso, Éthiopie, Ghana, Guyana, Madagascar, Mali, Mauritanie, Mozambique, Nicaragua, Niger, Ouganda, Sénégal et Tanzanie).

## Mercredi2 février
- Algérie : le ministre de la justice a présenté au conseil des ministres un avant-projet de loi créant un organe de prévention et de lutte contre la corruption.

- Ghana : ouverture à Accra de la deuxième conférence régionale africaine sur la société de l'information. Elle a réaffirmé la nécessité pour les pays africains de mettre en place une politique commune en matière de technologies de l'information et de la communication afin de réduire le « fossé numérique » et de rendre l'Afrique plus compétitive dans ce domaine.

## Jeudi3 février
- Soudan : un avion cargo en provenance des Émirats arabes unis transportant de la nourriture et des vêtements s'est écrasé alors qu'il s'apprêtait à atterrir à Khartoum. Six Russes et un Soudanais ont trouvé la mort dans cet accident.

- Tchad : démission du Premier ministre Moussa Faki Mahamat. Le président Idriss Déby a nommé Pascal Yoadimnadji comme nouveau Premier ministre qui a formé son gouvernement qui comprend quatre ministres. Seuls quatre nouveaux ministres font leur entrée dans le gouvernement.

- Le Mali et l'Allemagne ont signé à Bamako deux conventions concernant le « renforcement de la coopération militaire » entre les deux pays. Ces accords sont d'un montant de deux milliards de francs CFA, soit plus de 3 millions d'euros.

- Mauritanie : Le verdict des présumés putschistes du 8 juin 2003 lors du procès qui a débuté en novembre 2004 à Ouad Naga, a été prononcé. Aucune peine de mort n'a été prononcée et seulement cinq accusés ont été condamnés à la prison à perpétuité.

- G7 : Réunion les 3 et 4 février 2005 à Londres des ministres des Finances du G7, les sept pays les plus industrialisés, sur la pauvreté en Afrique. Le Royaume-Uni propose un plan prévoyant une réduction importante de la dette des pays africains et une augmentation de l'aide des pays industrialisés.

- Nelson Mandela, ancien président d'Afrique du Sud, invité par Make Poverty History, coalition d'associations humanitaires britanniques, a appelé à Londres les pays développés à tenir leur promesse faites en 2000 de réduire la pauvreté de moitié avant 2015. « Dans ce siècle nouveau, des millions de personnes (...) restent emprisonnées, esclaves, enchaînées. Elles sont enfermées dans la prison de la pauvreté. Il est temps de les en libérer » a-t-il déclaré avant de se prononcer pour l'annulation de la dette des pays les plus pauvres.

- Côte d'Ivoire : des jeunes de la milice progouvernementale « Groupe patriotique pour la paix » ont affronté la police à Adjamé, dans la banlieue d'Abidjan. Deux personnes sont décédées et plusieurs ont été blessées.

## Vendredi4 février
- Mozambique : le Président Armando Guebuza a rendu publique la composition du nouveau gouvernement. Luisa Diogo conserve le poste de Premier ministre, fonction qu'elle occupait depuis février 2004.

- Nigeria : le  vice-président Atiku Abubakar a annoncé la mise en place d'un système d'alerte avancée contre les urgences et les catastrophes qui devrait couvrir toute l'Afrique de l'ouest.

- Burkina Faso : au cours d'un point de presse du gouvernement burkinabé, Adama Fofana, ministre porte-parole du gouvernement et Mariam Lamizana, ministre de l'Action sociale et de la Solidarité nationale ont présenté le Programme national d'action éducative en milieu ouvert (PNAEMO), destiné au 2146 enfants vivant dans la rue recensés. Articulant la prévention, le curatif, le suivi et la réhabilitation, il a pour objectif la réduction de la déviance et de la délinquance juvénile. La mise en œuvre du programme nécessite la mobilisation de plus de 4,146 milliards de FCFA.

- Burkina Faso : une grève générale d'« avertissement » de 24 heures des fonctionnaires a eu lieu pour exiger une hausse de 25 % de leurs salaires et pensions à l'appel des différents syndicats. Une manifestation a réuni entre 3 000 et 5 000 personnes dans les rues de Ouagadougou. Les syndicats jugent insuffisantes les augmentations de salaires (environ 12 %) du 1er janvier 2005.

## Samedi5 février
- Somalie : le gouvernement siégeant à Nairobi a approuvé le projet de l'Union africaine de déployer une force de paix étrangère afin d'aider la réinstallation du gouvernement en Somalie. Neuf des ministres, anciens chefs de guerre, ont exprimé leur désaccord.

- Togo : le Président Gnassingbé Eyadéma est décédé à l'âge de 69 ans. Il a dirigé le pays pendant 38 ans après avoir pris le pouvoir le 13 janvier 1967 lors d'un coup d'État. Alors que la Constitution prévoit que le président de l'Assemblée nationale assure l'intérim avant de nouvelles élections, l'armée a confié le pouvoir à l'un des fils du président décédé, Faure Eyadéma. Le président de la commission de l'Union africaine, Alpha Oumar Konaré dénonce ce coup d'État militaire. L'Union africaine et l'ONU ont appelé les autorités togolaises à respecter la Constitution du pays.

Le président de l'Assemblée, Fambaré Natchaba Ouattara, membre du Rassemblement du peuple togolais (RPT), était à Paris et n'a pu regagner son pays, le vol d'Air France ayant été dérouté sur Cotonou (Bénin) après la fermeture des frontières togolaises.
- Bénin : le Président de la République, Mathieu Kérékou, a procédé à un remaniement de son gouvernement, composé de 21 ministres dont huit nouveaux (sept ministres sont maintenus dans leurs fonctions et six ministres changent de poste). Huit ministres quittent le gouvernement, dont Bruno Amoussou, ministre d'État au Plan, prospective et développement assurant les fonctions de Premier ministre. Il était pressenti comme dauphin de l'actuel Président pour l'élection présidentielle de mars 2006.

## Dimanche6 février
- Togo :

- - À la suite du décès du président Gnassingbé Eyadéma et de l'installation par l'armée de son fils Faure Eyadéma, la Rencontre africaine pour la défense des droits de l'Homme (Raddho) a indiqué qu'« une action urgente pour barrer la route à la poursuite de la dictature militaire au Togo est absolument nécessaire pour éviter les conséquences qu'un tel coup d'État pourrait entraîner dans une sous-région particulièrement éprouvée, fragilisée par des conflits, des sorties de crises laborieuses et des crises en état de latence ». La Raddho a également invité « toutes les organisations de la société civile et de la diaspora à manifester devant toutes les ambassades togolaises en Afrique et dans le monde ».

- - L'Assemblée nationale s'est réuni en urgence et a voté une modification de la Constitution qui permet au président assurant l'intérim de diriger le pays jusqu'au terme du mandat prévu par le président décédé (2008). Il a destitué le président de l'Assemblée nationale en exercice Fambaré Natchaba Ouattara et élu à sa place Faure Eyadéma, fils de l'ancien Président désigné par l'armée pour remplacer son père. De ce fait, il devient président par intérim.

- Mali : célébration de la « journée internationale tolérance zéro aux mutilations génitales féminines (MGF) » avec comme thème « rôle de la famille pour l'abandon de la pratique de l'excision ». Une cérémonie a été présidée par Touré Lobbo Traoré, épouse du Président et présidente de la Fondation pour l'enfance

## Lundi7 février
- Togo

- - Faure Gnassingbé Eyadéma, fils du Président défunt, désigné par l'armée pour assurer la présidence du Togo, a prêté serment comme nouveau Président à Lomé.
  - Gilchrist Olympio, un des principaux opposants, en exil à Paris, a déclaré qu'il n'acceptait pas la désignation de Faure Gnassingbé pour succéder au Président défunt et a appelé à des manifestations contre ce qu'il nomme une « dictature héréditaire ». Six organisations de l'opposition, dont le Comité d'action pour le renouveau (CAR) de Yawovi Agboyibo et l'Union des forces du changement de Gilchrist Olympio ont appelé la population à suivre mardi et mercredi un mot d'ordre de « Togo, pays mort ».
  - Le gouvernement a pris la décision de rouvrir à 13 heures (heure locale) les frontières du pays qui avaient été fermées samedi après le décès de l'ancien Président. Ce bouclage des frontières avait empêché Fambaré Natchaba Ouattara, président de l'Assemblée nationale de rejoindre le Togo.
  - Dans un communiqué lu à la radio nationale, le ministère de l'Intérieur déclare que pendant la période de deuil de deux mois les manifestations publiques sont interdites.
  - Un sommet extraordinaire des dirigeants de la Communauté économique des États de l'Afrique de l'ouest (CEDEAO) est organisé mercredi à Niamey. Mamadou Tandja, président du Niger et président en exercice de la CEDEAO, avait condamné la prise de pouvoir par l'armée.
  - Olusegun Obasanjo, président du Nigeria et président en exercice de l'Union africaine a déclaré que « des évènements qui se profilent depuis le décès du président ne nous donnent pas d'assurances suffisantes sur la paix ». Le Conseil de paix et de sécurité de l'Union africaine s'est réuni à son siège à Addis-Abeba. Dans un communiqué, il « condamne fermement la manière dont les autorités togolaises de fait ont organisé la succession au Togo à la suite du décès du président Gnassingbé Eyadéma, qui constitue une violation flagrante et inacceptable de la Constitution togolaise » et « affirme sa détermination à imposer des sanctions, prévues en cas de changement anticonstitutionnel, faute d'une action rapide de la part des autorités de fait pour assurer le rétablissement de la légalité constitutionnelle ».
  - Javier Solana, haut représentant pour la politique extérieure de l'Union européenne a indiqué que l'Union européenne suivait la position de fermeté de l'Union africaine.
  - À Paris, à l'appel du Comité togolais de résistance, environ 300 togolais ont manifesté devant l'ambassade du Togo pour dénoncer la « dictature héréditaire » et réclamer des élections libres.

- Liberia : Frances Johnson-Morris, présidente de la commission nationale électorale a annoncé que les élections législatives et présidentielle ont été fixées au 11 octobre 2005. Parmi les candidats déclarés, l'ancien joueur de football et Ballon d'or George Weah.

- Mali : ouverture de la cinquième édition du festival Etonnants voyageurs (7 au 13 février 2005) à Bamako et dans plusieurs autres villes du pays (Gao, Kidal, Koulikoro, Ségou, Tombouctou, Kayes, Kita, Sikasso, Mopti).

## Mardi8 février
- Rwanda : l'organisation canadienne Coalition pour les droits des femmes en situation de conflits a adressé une lettre au procureur en chef du Tribunal pénal international pour le Rwanda (TPIR), Hassan Bubacar Jallow, accusant ses services de ne pas enquêter suffisamment sur les viols commis pendant le génocide de 1994.

## Mercredi9 février
- Togo
  - Le Centre de Défense des droits de l'homme et de la démocratie en Afrique (CDHRDA) a demandé à Faure Gnassingbé Eyadéma de « laisser la place immédiatement au Président du Parlement dans le but d'organiser des élections démocratiques en temps voulu ».
  - Les chefs d'État de la Communauté économique des États de l'Afrique de l'Ouest (CEDEAO) réunis en sommet extraordinaire à Niamey ont exigé le retour de l'ordre constitutionnel et menacé d'appliquer l'article 45 du « protocole de la CEDEAO sur la bonne gouvernance », qui prévoit des sanctions. le sommet a décidé qu'une délégation composée de Mamadou Tandja (Niger), de Mathieu Kérékou (Bénin), d'Amadou Toumani Touré (Mali), de John Kufuor (Ghana), d'Olusegun Obasanjo (Nigeria) et du président de la commission de l'Union africaine Alpha Oumar Konaré se rendra prochainement au Togo.
  - Faure Gnassingbé Eyadéma est intervenu pour la première fois dans les médias nationaux pour annoncer « l'organisation dès que possible d'élections libres et transparentes », sans préciser la nature des élections, ni leur date. Le ministre de la Communication, Pitang Tchalla, a déclaré que le nouveau président respectera le calendrier électoral pour les élections législatives prévues en 2005.
  - L'Union européenne a déclaré qu'elle considérait comme un coup d'État la désignation comme président de Faure Gnassingbé Eyadéma et a appelé à « une transition pacifique vers un régime démocratique ».

- Burkina Faso : ouverture du second sommet des « Premières dames » d'Afrique (femmes des chefs d'État) à Ouagadougou sur le thème du « rôle des premières dames d'Afrique dans la lutte contre le sida et dans la prévention des conflits en Afrique».

- République démocratique du Congo : la mission de l'ONU Monuc a annoncé que le procureur de Bunia en Ituri a entamé des poursuites judiciaires après les attaques attribuées aux miliciens du Front des nationalistes et intégrationnistes dans la région de Tché depuis le 19 janvier. Ces attaques ont fait 52 morts, principalement des femmes, des enfants et des vieillards. Depuis le 29 janvier, plus de 10 000 personnes se sont placées sous la protection de l'ONU à Tché.

- Sénégal : ouverture à Dakar du Conseil de l'Union des architectes d'Afrique (9 au 12 février) sur le thème d'« Architecture et société ».

- UEMOA : le sommet de l'Union économique et monétaire ouest-africaine qui devait se dérouler à Niamey (Niger) le 19 février est reporté. Selon l'Agence ivoirienne de presse (AIP) qui a annoncé ce report, la cause en serait la situation au Togo après le décès de Gnassingbé Eyadéma.

## Jeudi10 février
- Togo
  - Les autorités militaires exercent des pressions allant jusqu'à la fermeture et la saisie du matériel, sur plusieurs radios privées qui avaient donné la parole aux opposants au régime.
  - Six formations politiques de l'opposition ont appelé à une marche pacifique à Lomé pour le samedi 12 février, malgré l'interdiction de toute manifestation publique décrétée pour une période de deux mois.

- République démocratique du Congo : l'ONU a interdit aux casques bleus d'avoir des relations sexuelles avec des congolais. Cette interdiction fait suite aux révélations d'abus sexuels commis par des casques bleus, notamment sur des jeunes filles mineures, en échange de produits alimentaires.
- Zambie : Kenneth Kaunda, ancien président de la Zambie, s'est exprimé lors du Troisième Institut international pour la Paix à travers le Tourisme, qui se tient à Lusaka pour la suppression du visa pour les africains qui voyagent sur le continent.

## Vendredi11 février
- Togo
  - Thabo Mbeki, président de l'Afrique du Sud a déclaré dans son discours sur l'état de la Nation devant le Parlement que « l'actuelle mascarade anticonstitutionnelle au Togo à la suite de la mort du président Eyadéma, à laquelle la Communauté économique des États de l'Afrique de l'ouest (CEDEAO) et l'Union africaine (UA) font face avec fermeté, ajoute à l'instabilité de l'Afrique de l'Ouest ».
  - Le sommet des chefs d'État de la Communauté économique et monétaire de l'Afrique centrale (CEMAC) réuni le 11 février 2005 à Libreville (Gabon) a abordé la situation au Togo et a reçu une délégation conduite par Kokou Tozoun, ministre des Affaires étrangères togolais. Le communiqué final invite « la Communauté internationale à encourager les autorités togolaises à tout mettre en œuvre en vue d'un retour rapide et apaisé du processus démocratique dans le pays ».
  - Le ministère des Affaires étrangères a déclaré que la France appelait le Togo à « mettre un terme à la transition » et a organisé rapidement des élections libres et démocratiques.
  - Quelques centaines de partisans de l'opposition parlementaire ont manifesté dans le centre-ville à Lomé. Ils ont été dispersés par la police qui a utilisé des gaz lacrymogènes.
  - La délégation des chefs d'État de la Communauté économique des États de l'Afrique de l'Ouest (CEDEAO) a annulé sa visite qu'elle devait effectuer au Togo. Réunie à Cotonou (Bénin), elle a convoqué Faure Gnassingbé Eyadéma samedi 12 février à Niamey.
  - Dans un entretien au journal burkinabè L'Observateur paalga, Yawovi Agboyibo, président du Comité d'action pour le renouveau (CAR), un des principaux partis de l'opposition affirme que la « France mafieuse, celle qui a des intérêts économiques dans plusieurs États africains » (et qui s'oppose à la « France de Robespierre ») soutient le nouveau président.

- CEMAC : ouverture à Libreville (Gabon) du sommet des chefs d'État de la Communauté économique et monétaire de l'Afrique centrale (CEMAC) avec la participation de Abdou Diouf, secrétaire général de l'Organisation internationale de la francophonie.

- Côte d'Ivoire : dans un communiqué, le conseil des ministres a annoncé que les partis politiques représentés à l'Assemblée nationale bénéficieront à partir de 2005 d'un financement de l'État. Cette mesure fait partie des réformes prévues par l'accord de paix dit de Marcoussis signé en janvier 2003. Le Rassemblement des républicains (RDR) d'Alassane Dramane Ouattara ne pourra pas bénéficier de ce financement, n'étant pas représenté au parlement à la suite du boycott de cette formation des élections législatives de 2000.

- Afrique du Sud : clôture des cérémonies du 10e anniversaire de l'avènement de la démocratie en Afrique du Sud par un grand concert au Cap. Thabo Mbeki, président sud-africain a déclaré : « nous devons intensifier notre travail pour surmonter la pauvreté et le sous-développement dans notre pays ».

## Samedi12 février
- Togo
  - À l'appel de l'opposition, plus de 3000 personnes ont manifesté à Lomé pour protester conte le « coup d'État » de Faure Gnassingbé Eyadéma. Les gendarmes ont chargé et ont tiré des grenades lacrymogènes. Le ministre de l'Intérieur annonce le décès de trois manifestants. Deux gendarmes ont également été grièvement blessés. Les heurts se sont déroulés dans le grand quartier populaire de Bè, un des fiefs de l'opposition. Les manifestants, criant des slogans hostiles au nouveau pouvoir, ont notamment bloqué la circulation sur l'un des boulevards du quartier en tentant d'ériger des barricades et en brûlant des pneus, a constaté l'Agence France presse.
  - Une délégation conduite par le Premier ministre togolais Koffi Sama est arrivée samedi à Niamey pour rencontrer Mamadou Tandja, président du Niger et président en exercice de la Communauté économique des États de l'Afrique de l'Ouest (CEDEAO).
  - Le gouvernement a décidé la fermeture de trois radios et d'une chaîne de télévision privée, officiellement pour non-paiement de la redevance annuelle.
  - Six partis politiques de l'opposition demandent « aux populations des villes et campagnes du Togo d'observer, le lundi 14 février 2005, sur toute l'étendue du territoire national, une journée « Togo mort » » dans un communiqué publié samedi soir.
  - La jeunesse du Rassemblement du peuple togolais, parti au pouvoir, invite dans un communiqué transmis à l'AFP « les forces vives de la nation à se mobiliser pour une marche pacifique de soutien à Faure Gnassingbé, président de la République dans les jours à venir ».

- Burundi : ouverture de la campagne électorale pour le référendum sur la nouvelle Constitution qui répartit le pouvoir entre les deux principales ethnies du pays, les Hutus et les Tutsis. La campagne doit s'achever le 25 février et le référendum doit se tenir le 28 février.

- Mali : 
  - Le Pôle des actions d'intégration des droits humains en Afrique (PACINDHA) a procédé au lancement du programme national de plaidoyer pour l'élimination de l'essence plombée au Mali d'ici à décembre 2005, conformément à la déclaration de Dakar (juin 2001).
  - Ousmane Issoufi Maïga, Premier ministre, a débuté à Kayes, une tournée nationale consacrée à l'éducation.

## Dimanche13 février
- Mauritanie : Boullaha Ould Megueya, secrétaire général du Parti républicain démocratique et social (PRDS), a annoncé que son parti, au pouvoir, avait adopté une stratégie globale afin d'éradiquer d'ici 2006 l'analphabétisme qui touche près de la moitié de la population (46,9 %).

- Togo : un office protestant doit être célébré à la mémoire de Gnassingbé Eyadéma dans son village natal de Pya en présence de son fils Faure Gnassingbé Eyadéma, investi président, et de plusieurs membres du gouvernement dont le Premier ministre Koffi Sama.

- Sénégal : Ndiaga Mbaye, auteur-compositeur-interprète et célèbre griot sénégalais est décédé à Dakar des suites d'une longue maladie.

## Lundi14 février
- République démocratique du Congo : l'Assemblée nationale et le Sénat sont convoqués en session extraordinaire afin d'examiner l'avant-projet de Constitution.

- Togo :
  - Les partis d'opposition ont organisé une nouvelle journée « Togo mort » qui a été essentiellement suivie dans les quartiers de Bè et Dékon, deux fiefs de l'opposition. Un manifestant a été tué par les gendarmes. François Akila Esso Boko, ministre de l'Intérieur a adressé « une sévère mise en garde » aux « responsables de partis politiques qui, par leurs actions, tentent de braver la mesure d'interdiction de toute manifestation publique en cette douloureuse période de deuil national ».
  - Harry Olympio, président du Rassemblement pour le soutien de la démocratie et du développement (RSDD), parti de l'opposition a appelé à la suspension des manifestations afin de faciliter la médiation de la CEDEAO.
  - Le Nigeria n'écarte pas la possibilité d'une intervention militaire au Togo. Femi Fani-Kayode, porte-parole de la présidence, a précisé que le Nigeria fera « tout ce qui est nécessaire non seulement pour protéger l'intégrité territoriale [du Nigeria] mais aussi pour assurer la paix, la démocratie et la stabilité dans la sous-région ».

- Sénégal : Maaouiya Ould Sid'Ahmed Taya, président de la Mauritanie a entamé une visite officielle à Dakar. Il a été reçu par le président sénégalais Abdoulaye Wade à l'aéroport Léopold Sédar Senghor.

- Droits de la femme : Graca Machel-Mandela, femme de l'ancien président sud-africain Nelson Mandela, au cours d'une conférence publique en mémoire de l'ancien président nigérian Murtala Muhammed assassiné en 1976, à inviter les femmes à revendiquer l'égalité avec les hommes dans la vie politique. Elle souhaite que la décision prise au sein  de la commission de l'Union africaine instaurant la parité soit également mise en œuvre dans les gouvernements des différents pays.

- Nouveau partenariat pour le développement de l'Afrique (NEPAD) : des jeunes de plusieurs pays africains (Burkina Faso, Côte d'Ivoire, Liberia, Niger, Sierra Leone, Togo et Bénin) participe à Cotonou (Bénin) à un atelier international de formation sur les différents aspects Du NEPAD à l'initiative de l'organisation non-gouvernementale «Africa peace».

- Mali : Paul Boateng, secrétaire en chef du Trésor britannique a présenté à Bamako un mémorandum prévoyant 45,4 millions de dollars d'allègement de dette du Mali entre 2005 et 2015. La Grande-Bretagne prévoit de prendre à sa charge 10 % de la dette contractée par le Mali auprès de la Banque mondiale et de la Banque africaine de développement.

## Mardi15 février
- Tunisie : un porte-conteneurs battant pavillon marocain s'est échoué sur les côtes d'Aïn Oktor (nord-est de la Tunisie, environ 50 km de Tunis) provoquant un début de marée noire.

## Mercredi16 février
- Droits de l'enfant : Kofi Annan, secrétaire général des Nations unies a présenté au Conseil de sécurité des Nations unies un plan d'action étendu pour une surveillance systématique et un signalement des sévices infligés  aux enfants (recrutement d'enfants soldats, enlèvement, mutilation, meurtre, viol ou autres sévices sexuels commis contre des enfants, attaques d'écoles ou d'hôpitaux) dans les situations de conflit. Si ce rapport note l’amélioration dans plusieurs pays (Angola, Éthiopie, Érythrée, Liberia, Sierra Leone), il établit une liste de pays où la situation est préoccupante, notamment au Burundi, en Côte d'Ivoire, en République démocratique du Congo, en  Somalie, au Soudan, et en Ouganda.

- Droits de la femme : une conférence internationale sur les discriminations faites aux femmes s’est tenue à Niamey (Niger) et a réuni autour du thème « partageons notre savoir- faire sur la pratique du genre » des femmes d'Allemagne, du Bénin, du Burkina Faso, du Cameroun, du Ghana, de Guinée-Bissau, du Laos, du Mali, du Niger, des Pays-Bas, du Rwanda, du Sénégal et du Togo.

- Sénégal : ouverture du premier Forum national pour l’Éducation pour tous à Dakar

- Nigeria : Wole Soyinka, prix Nobel de littérature en 1986 et Anthony Enahoro, dirigeant de la PRONACO, coalition des partis de l’opposition et d’organisation de la société civile, ont refusé leur nomination par le président Olusegun Obasanjo comme délégué à la conférence chargé d’élaborer des recommandations pour une nouvelle constitution.

- Ouganda : selon la radio britannique BBC, l’armée a enrôlé des centaines d’anciens enfants soldats de l’Armée de résistance du Seigneur (LRA) qu’elle avait capturés.

- Sénégal, Mauritanie : dans un communiqué conjoint, les deux présidents Maaouiya Ould Taya (Mauritanie) et Abdoulaye Wade (Sénégal) ont annoncé la construction d’un pont sur le fleuve Sénégal reliant les deux pays.

## Jeudi 17 février
- Togo : 
  - Le Syndicat de l'enseignement supérieur du Togo (SEST) a appelé à une grève de 48 heures pour exiger le « retour à l’ordre constitutionnel ».
  - Le président Faure Gnassingbé s’est rendu à Abuja (Nigeria) pour rencontrer le président nigérian Olusegun Obasanjo, président en exercice de l’Union africaine qui lui a « fermement conseillé de revenir dans le cadre de la Constitution et d'organiser des élections libres, justes et transparentes ».

- Somalie : un attentat à Mogadiscio a eu lieu à proximité du lieu où séjourne la mission d’évaluation de l’Union africaine faisant un mort et six blessés.

- Guinée : Mohamed Lamine Diallo, rédacteur en chef de l’hebdomadaire « La lance » a été arrêté par la police, à la suite de la publication d’un article comparant les situations politiques du Togo et de la Guinée.

## Vendredi 18 février
- Togo : 
  - Une délégation de l’Organisation internationale de la francophonie (OIF) dirigée par Antonio Mascarenhas, ancien président de la République du Cap-Vert, et composée de Cheikh Diane Gadino, ministre des Affaires étrangères du Sénégal, d’Ibrahim Boubacar Keïta, président de l’Assemblée nationale du Mali, de Richard Cazenave, député français membre de l’Assemblée parlementaire de la Francophonie et de Lansana Kouyaté, représentant spécial de cette organisation en Côte d'Ivoire s’est rendu à Lomé et a rencontré plusieurs responsables dont Kokou Tozoun, ministre des Affaires étrangères. L’OIF avait condamné « le coup d'État perpétré par les forces armées togolaises »
  - Le président investi a annoncé vendredi soir l'organisation d'une élection présidentielle dans le délai constitutionnel de 60 jours et son maintien au pouvoir jusqu'à ce scrutin.

- République centrafricaine : Abdou Diouf, secrétaire général de l’Organisation internationale de la francophonie a annoncé que cette organisation assurerait la coordination de l’observation électorale pour les élections présidentielle et législatives prévues le 13 mars 2005.

- Union des Comores : la police a arrêté 6 adolescents qui avaient huées le cortège du président Azali Assoumani se rendant à la grande mosquée.

## Samedi19 février
- Togo
  - Une manifestation de l’opposition a rassemblé à Lomé 25 000 personnes. Au même moment, plusieurs milliers de personnes se sont rassemblés à l’appel d’association et de syndicats proches du gouvernement devant la résidence de Faure Gnassingbé pour lui apporter leur soutien. Le président investi à demander « aux politiciens » de « taire leurs rancœurs, de faire preuve de responsabilité, d'avoir à l'esprit l'intérêt supérieur de la Nation. »
  - L’Union africaine a dénoncé par un communiqué de Alpha Oumar Konaré, président de la commission, la volonté du président investi de se maintenir au pouvoir « en violation de la Constitution togolaise et des décisions pertinentes de l'Union africaine et de la CEDEAO », attitudes qualifiée d’inacceptable par Olusegun Obasanjo, président en exercice de l’Union africaine.
  - La Communauté économique des États de l'Afrique de l'Ouest (CEDEAO) a décidé de suspendre l’adhésion du Togo à l’organisation et a décrété une interdiction de voyager pour les dirigeants togolais. Les États membres ont rappelé leurs ambassadeurs à Lomé.

## Mardi22 février
- Afrique de l’ouest : la Banque centrale des États de l'Afrique de l'Ouest a affirmé  avoir récupéré 99,21 % des billets de francs CFA de la gamme de 1992, à l’issue d’une opération de démonétisation qui s’est achevé le 18 février.

## Jeudi24 février
- Afrique du Sud : la Haute cour de Pretoria a ordonné au gouvernement sud-africain de fournir toutes les informations concernant les Organismes génétiquement modifiés (OGM) produits ou importés.

- Liberia : le Parlement européen a adopté une résolution appelant le Nigeria à livrer immédiatement Charles Taylor, ancien président libérien suspecté de crimes de guerre au Tribunal spécial pour la Sierra Leone. Dans sa résolution, le Parlement européen considère que « Charles Taylor reste une menace pour la paix et la sécurité internationales et compromet les efforts de l'Europe en faveur de la paix et du développement durable en Afrique de l'Ouest ». Depuis août 2003, l'ancien président libérien vit au Nigeria qui lui a accordé l’exil.

- Mauritanie, Niger : Karen Homer, porte-parole de l'Organisation non-gouvernementale World Vision a annoncé que les deux pays sont « au bord de la crise alimentaire », victimes à la fois de la sécheresse et de l’invasion des criquets.

- Somalie : Abdullah Yusuf Ahmed, président de la république et Ali Mohamed Gedi, Premier ministre, ont entamé une visite en Somalie afin  d'envisager les voies et moyens de réinstallation en Somalie du gouvernement basé au Kenya, pour des raisons de sécurité. Il s’agit de leur première visite au pays depuis la constitution du gouvernement en octobre 2004.

## Vendredi25 février
- Cameroun : Une campagne de vaccination de 4 millions d’enfants contre la poliomyélite a été lancée le 25 février en présence de Ephraïm Inoni, Premier ministre camerounais.

- Guinée : Shengman Zhang, vice-président à la Banque mondiale a déclaré que « la Guinée traverse une grave crise financière qui compromet son développement ». La Banque mondiale avait suspendu les aides financières à la Guinée pour « défaut de paiement » des échéances de la dette entraînant l’arrêt de plusieurs projets de développement dans les secteurs de la santé, de l’éducation ou de la distribution de l’eau.

- Mali : le gouvernement malien a présenté un plan d’action 2005 de lutte contre le criquet pèlerin. Faisant un bilan exhaustif de la campagne 2004, il engage de nouvelle action comme la formation des différents acteurs, le déploiement sur le terrain  de 50 équipes (contre 24 l’an passé) et leur dotation en matériels roulants, en équipements de prospection, de traitement et de communication. Le coût doit s'élever à plus de 12,5 milliards de francs CFA.

- Togo : Faure Gnassingbé Eyadéma a annoncé qu’il renonçait au poste de président de la République et qu’il se portait candidat à l’élection présidentielle. Abbas Bonfoh, vice-président de l’assemblée nationale devient président par intérim.

## Samedi26 février
- Centrafrique : François Bozizé, président de la république a lancé la campagne électorale pour les élections présidentielle et les législatives du 13 mars 2005 en conviant la population à participer « dans un esprit de maturité à des élections démocratiques, transparentes, régulières et donc crédibles ».

- Togo : la Communauté économique des États de l'Afrique de l'Ouest (CEDEAO), se félicitant que Faure Gnassingbé Eyadéma ait décidé de « quitter le poste de président de la République, conformément à la demande du sommet extraordinaire des chefs d'État de la CEDEAO, le 9 février à Niamey », a décidé de lever les sanctions imposées le 19 février au Togo.

## Lundi28 février
- Côte d’Ivoire : les miliciens du Mouvement ivoirien de libération de l’Ouest de la Côte d’Ivoire (Miloci), proche du gouvernement, ont attaqué les forces Nouvelles à Lougoualé, violant le cessez-le-feu.

- Burkina Faso : le Fonds des Nations unies pour l’enfance (UNICEF) et le Fonds des Nations unies pour la population (FNUAP) associés à l’organisation non-gouvernementale Plan International ont lancé en marge du Festival panafricain du cinéma et de la télévision de Ouagadougou une campagne pour promouvoir l'enregistrement des naissances en Afrique de l'ouest et du centre. Les organisations précisent qu’ « En Afrique subsaharienne, sept nouveau-nés sur dix ne sont pas enregistrés à l'état-civil (…) Sans certificat de naissance, les enfants ont plus de contraintes pour accéder aux services sociaux de base (santé, éducation, etc.). Ils sont par ailleurs sans protection juridique et vulnérables à toute forme d'exploitation. »

- Burundi : le référendum organisé sur la nouvelle constitution s’est déroulé dans de bonnes conditions selon Paul Ngarambe, président de la Commission électorale. Selon les résultats provisoires portant sur la totalité des votes déclarés par la commission électorale le 4 mars, le « oui » l’a remporté avec 90,10 % des votants (le « non » recueillant 7,82 % et les votes nuls 8,08 %).

- Niger : Hama Amadou, Premier ministre a présidé à la signature d’un accord-cadre entre le Niger et les principaux partenaires au développement (Programme alimentaire mondial PAM, Union européenne, France, Italie, Suisse) qui renforce le rôle de l'État dans sa politique en matière de prévention et de gestion des crises alimentaires

- Sénégal : Le ministre de la santé et de la prévention a confirmé que la ville de Touba (région de Diourbel) est touchée par le choléra. Une épidémie est à craindre dans cette ville de deux millions d’habitants qui ne possède pas de réseau d’assainissement des eaux.